# Acianthera klotzschiana
Acianthera klotzschiana es una especie de orquídea de la tribu Epidendreae originaria de Paraguay, Argentina y Brasil, desde Minas Gerais a Santa Catarina, anteriormente dependiente del género Pleurothallis.

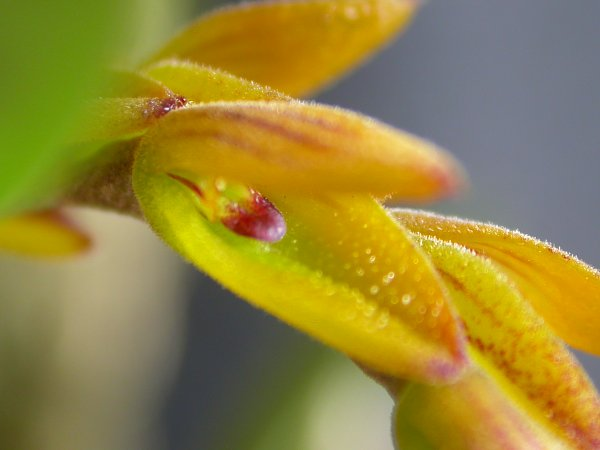
Flores

## Descripción
Las plantas son de tamaño mediano a pequeño, con el crecimiento de tallos pequeños, cespitosos, robustos tallos cilíndricos y hojas de óvalo alargado, con una corta inflorescencia con flores amarillas y luego naranja, con bordes suaves y labelo púrpura violeta y pequeñ pétaloss finales mucronados, translúcidos, con manchas de color púrpura en el extremo inferior.

## Taxonomía
Acianthera klotzschiana fue descrita por Rchb.f. Pridgeon & M.W.Chase y publicado en Lindleyana 16(4): 244. 2001.
Etimología
Acianthera: nombre genérico que es una referencia a la posición de las anteras de algunas de sus especies.
klotzschiana: epíteto otorgado en honor de klotzsch director del Herbario de Hamburgo en los años 1800.
Sinonimia
- Humboltia klotzschiana (Rchb.f.) Kuntze
- Pleurothallis klotzschiana Rchb.f.[4][5]